# Margarete Bieber
Margarete Bieber (31 de julho de 1879 – 25 de fevereiro de 1978) foi uma historiadora de arte, arqueóloga e professora judia. Ela foi a segunda mulher a ser professora universitária na Alemanha em 1919, quando assumiu um cargo na Universidade de Giessen. Ela estudou o teatro da Grécia e Roma antigas, bem como a escultura e roupas na Roma e na Grécia antigas.
Bieber deixou a Alemanha depois que os nazistas tomaram o poder e foi para os Estados Unidos, onde lecionou no Barnard College, na Universidade Columbia e na Universidade de Princeton. Publicou centenas de obras durante sua carreira e foi autora de obras definitivas em quatro áreas de estudo: teatro grego e romano, escultura helenística, vestimenta antiga e cópias romanas da arte grega. Ela enfatizou que as reproduções romanas de originais gregos eram essencialmente obras romanas e traziam a marca da civilização romana.

## Biografia

### Infância e educação
Margarete Bieber nasceu em 31 de julho de 1879 em Schönau, Landkreis Schwetz (atual Przechowo, Polônia) filha de pais judeus — Valli Bukofzer e Jacob Heinrich Bieber, dono de uma fábrica. Ela frequentou uma escola para meninas em Schwetz (atual Świecie) por seis anos antes de ser enviada para uma escola em Dresden.
Em 1899 foi para Berlim onde frequentou a Gymnasialkurse, uma escola privada fundada por Helene Lange. Em 1901 ela passou no Maturitätsprüfung em Thorn e se matriculou na Universidade de Berlim. Como mulheres não tinham permissão para se matricular, ela auditou suas aulas, assistindo a palestras de Hermann Alexander Diels, Reinhard Kekulé von Stradonitz e Ulrich von Wilamowitz-Moellendorff.. Ela se formou no semestre de inverno 1901/02 em Berlim. Em 1904 mudou-se para Bonn, estudando com Paul Clemen, Georg Loeschcke e Franz Bücheler. Ela recebeu seu PhD da Universidade de Bonn em 1907, sua dissertação sobre representações de trajes gregos antigos na arte.

### Pesquisa e cátedra
Nos anos seguintes, Bieber fez uma extensa pesquisa em todo o Mediterrâneo. Ela foi a primeira mulher a receber uma bolsa de viagem do Instituto Arqueológico Alemão (DAI) em 1909. Desde então, até 1914, fez pesquisas em Atenas e depois em Roma. Ela se tornou um membro do DAI em 1913. Quando a Primeira Guerra Mundial estourou, Bieber voltou para a Alemanha e trabalhou como funcionária da Cruz Vermelha. A partir da Páscoa de 1915, ela lecionou em e dirigiu o Instituto Arqueológico da Universidade de Berlim no lugar de seu ex-instrutor Georg Loeschcke, que estava doente. Depois que ele morreu em novembro de 1915, um sucessor foi nomeado e ela não foi autorizada a continuar ensinando, pois as mulheres não podiam receber habilitação na época. Bieber continuou a dar cursos particulares fora de sua casa, contando Dora e Erwin Panofsky entre seus alunos.
Depois de várias tentativas sem sucesso, seu pós-doutorado foi finalmente aprovado em 1919 e ela se tornou professora associada de arqueologia clássica na Universidade de Giessen. Ela foi a segunda mulher a se tornar professora universitária na Alemanha. A partir de 1928, ela dirigiu o Instituto Giessen de Arqueologia e, em 1931, tornou-se professora titular. Seu futuro parecendo seguro, ela adotou uma menina de seis anos chamada Ingeborg em 1932. Depois que os nazistas tomaram o poder na Alemanha, eles removeram os judeus de cargos acadêmicos e Bieber foi removido de seu cargo de professora em julho de 1933. Ela, Ingeborg e sua governanta Katharina Freytag deixaram a Alemanha para a Inglaterra, onde Bieber se tornou membra honorária do Somerville College, Oxford.

### Emigração para os Estados Unidos
Bieber partiu para os Estados Unidos em 1934 a convite do Barnard College, onde foi professora.. Ela foi recomendada para a Universidade de Columbia, onde se tornou professora visitante no Departamento de História da Arte e Arqueologia em 1936. Ela solicitou a cidadania americana em 1939.
Em 1939, ela publicou A História do Teatro Grego e Romano. Tornou-se um texto fundamental para estudantes dos antigos teatros da Grécia e Roma, investigando as nuances da produção e os aspectos práticos da encenação.
Durante a Segunda Guerra Mundial, Bieber ajudou refugiados alemães. Ela se aposentou da Universidade de Columbia em 1948, embora continuasse a lecionar na Escola de Estudos Gerais da Universidade de Columbia e na Universidade de Princeton. A Fundação Bollingen ajudou a financiar The Sculpture of the Hellenistic Age, publicado em 1955. Ela continuou a publicar trabalhos, descrevendo esculturas em museus americanos e roupas antigas.
Bieber foi eleita como membra da Academia Americana de Artes e Ciências em 1971 e em 1974, o Instituto Arqueológico da América concedeu-lhe a Medalha de Ouro por Distinguished Archaeological Achievement. Ela permaneceu ativa em seus últimos anos, morando com sua filha adotiva, Ingeborg Sachs. Seu trabalho final, Ancient Copies, foi publicado em 1977 e detalhou a transformação e reflexão em cópias romanas da arte grega. Bieber morreu em 25 de fevereiro de 1978 em New Canaan, Connecticut. Ela tinha 98 anos.